# Illa de Korzhin
L'illa de Korzhin (de vegades transliterada com a Kurzhin, Kurdzhyn, Korzhun, Kurzhon, Kurdzhun) és una illa del Kazakhstan situada al centre del llac Balkhaix; des del punt de vista administratiu s'inclou a la província d'Almati i, en concret, al districte de Balkhaix.

## Geografia
En la seva major part plana, l'illa de Korzhin té 13,5 km de llarg i fins a 800 m d'ample. Té un paisatge i una vegetació que es pot considerar un encreuament entre els típics de la sabana estèpica (arbust obert) i el desert àrid (hamada, semidesert i puna desèrtica). Des del punt de vista hidrològic, el llac Korzhin, tot i no posseir rius, forma part de la conca del llac Balkhaix.

### Clima
L'illa de Korzhin, segons la classificació Troll i Paffen, forma part de la zona de clima semidesèrtic i desert amb hivern fred (que segons aquesta classificació forma part dels climes d'estepa de la zona temperada fresca), i segons la classificació climàtica de Köppen, forma part de la zona de clima fred desèrtic (que segons aquesta classificació forma part dels climes àrids). A més, a l'hivern la pressió atmosfèrica, definida per les isòbares és d'entre 1030 i 1032 hectopascals, mentre que a l'estiu és d'entre 1.004 i 1.008 hectopascals; les radiacions solars són de 120-140 Kcal/cm² anuals, mentre que les precipitacions anuals són inferiors a 250 mm (amb gelades presents a menys de 270 dies); les isotermes diürnes de gener són entre 0 °C i –20 °C, mentre que les de juliol són entre 25 °C i 30 °C. Els vents (gairebé sempre menys ràpids de 9 m/s, per tant definits com a febles) són generalment del massís de l'Altai (hivern) i de l'Oceà Àrtic (estiu).

### Tectònica, sismologia i geologia
L'illa de Korzhin es troba en una línia tectònica secundària (o filament) de la placa euroasiàtica i la seva superfície té un risc sísmic elevat, però mai no es van produir terratrèmols. Des d'un punt de vista geològic, l'illa de Korzhin es va originar al Quaternari i presenta mol·lisols (sòls amb un horitzó suau per efecte de la matèria orgànica).